# Fatumiala
Fatumiala (o Sail Rock) è un isolotto dell'Oceano Pacifico, appartenente alla provincia di Shefa, nello Stato di Vanuatu. Si trova a nord-ovest dell'isola di Tongoa, tra quest'ultima e Epi. L'isolotto ha un'altezza di 15 m.
Fatumiala e le altre isole sparse attorno Tongoa (Laika, Tefala) una volta erano parte di una più grande massa terrestre, che costituiva la parte emersa del vulcano sottomarino Kuwaé e che univa Tongoa con Epi. La caldera del vulcano è esplosa nel 1452 dando vita a piccole isole.